# قسطنطنیه
قُسْطَنْطَنِیّه یا قُسْطَنْطِینِیّه (عربی‌شدهٔ Κωνσταντινούπολις، «کُنْسْتانْتینوپولیس» به معنای شهر کنستانتین)، نام پیشین شهر کنونی استانبول است که به افتخار قیصر روم، کنستانتین یکم، نام‌گذاری شد و سال‌ها پایتخت امپراتوری روم شرقی بود. پس از سرنگونی رومی‌ها و فتح قسطنطنیه به‌دست مسلمانان عثمانی، این شهر، اسلامبول (به‌معنی شهر اسلام) خوانده شد که با گذشت زمان به استانبول، تغییر نام، پیدا کرد.

## تاریخچه
بنیان‌گذار این شهر کنستانتین یکم (۲۷۴–۳۳۷ میلادی)، نخستین امپراتور روم است که مسیحیت را پذیرفت و آن را دین رسمی کشور روم اعلام کرد و کلیسا را با حکومت پیوند داد. وی پس از این‌که بر دشمنانش پیروز شد، در سال ۳۳۰ پایتخت خود را به دهکده بیزانتیوم (قسطنطنیه) که در حاشیه تنگه بسفر قرار دارد انتقال داد و آن را گسترش داد؛ ساختمان‌های زیادی در آن ساخت و آن را پایتخت اصلی خود اعلام کرد.
مسلمان‌ها در زمان امویان و اوایل عباسیان تقریباً هر سال و غالباً سالی دو بار، یعنی در بهار و پاییز به عملیات جنگی دست می‌زدند و از گردنه‌های جبال توروس گذشته، وارد بلاد روم می‌شدند و منظور اصلی آن‌ها رسیدن به قسطنطنیّه بود و بالاخره هم توانستند سه دفعه قسطنطنیه را در زمان بنی‌امیه محاصره کنند، ولی در هر سه محاصره به سختی شکست خوردند…
اولین محاصرهٔ مشهور در سال ۳۲ هجری زمان خلافت عثمان به‌وقوع پیوست و معاویه که بعدها به خلافت رسید آسیای صغیر را مورد تاخت و تاز قرار داده متوجه قسطنطنیه شد و خواست آن‌جا را اول با هجوم و یورش و سپس به وسیلهٔ محاصره تصرف کند ولی چون خبر قتل عثمان در اثنای محاصره رسید از محاصره دست برداشت و حوادثی پیش آمد که به تأسیس خلافت اموی منتهی گردید. محاصرهٔ دوم در سال ۴۹ زمان خلافت همین معاویه روی داد و او پسر و جانشین خود یزید را به جنگ کنستانتین چهارم فرستاد، ولی در نتیجهٔ بی‌لیاقتی سرداران لشکر اسلام شکست بزرگی نصیب محاصره‌کنندگان گردید و در این اثناء معاویه هم مرد و یزید به خلافت رسید و به پایتخت برگشت. سومین محاصرهٔ قسطنطنیه که مهم‌ترین آن‌ها می‌باشد محاصرهٔ مهمی است که در زمان خلافت سلیمان بن عبدالملک اموی واقع شد و چند سال به طول انجامید. سلیمان برادر خود مسلمه را در سال ۹۶ به جنگ لئوی ایزوری لئوی سوم (امپراتور بیزانس) گسیل داشت. از این پیکار باز هم به شکست مسلمان‌ها تمام شد و در این نبردها بود که عبدالله معروف به بطال (یعنی قهرمان) شهرت عظیمی یافت و بعدها ترک‌ها او را قهرمان ملی خود و جنگجوی شکست‌ناپذیر اسلام شمردند.
حاکمان امپراتوری روم شرقی همیشه بر این مطلب تأکید داشتند که دولت بیزانس (دولت روم شرقی) دولتی شرقی است. قسطنطنیه تا سال ۱۴۵۳ پایتخت امپراتور روم شرقی محسوب می‌شود. در این سال این دولت از سپاهیان دولت عثمانی به فرماندهی سلطان محمد فاتح شکست خوردند و قسطنطنیه تصرف شد، و بدین ترتیب عمر امپراتوری هزار ساله روم شرقی پایان یافت. شهر قسطنطنیه پس از تصرف توسط نیروهای عثمانی (اسلامبول) یعنی شهر اسلام خوانده شد.
این شهر هم‌اکنون یکی از شهرهای مهم و بزرگ کشور ترکیه به‌شمار می‌آید که در کنار تنگه بسفر (تنگه‌ای که دریای سیاه را به دریای مرمره می‌پیوندد) قرار دارد. اسلامبول یا استانبول در بخش اروپایی ترکیه‌ است و حلقه ارتباطی آسیای صغیر با اروپای شرقی به‌شمار می‌آید.